# John A. Scali
John Alfred Scali (Canton, 27 de abril de 1918-Washington D. C., 9 de octubre de 1995) fue un periodista estadounidense, que se desempeñó como embajador de los Estados Unidos ante las Naciones Unidas desde 1973 hasta 1975. Desde 1961 también fue corresponsal de ABC News.

## Biografía
Estudió periodismo en la Universidad de Boston, graduándose en 1942. Trabajó como reportero en el Boston Herald, United Press y Boston Herald Traveler. Entre 1943 y 1945, fue corresponsal de guerra de la Oficina de Coordinación de Asuntos Interamericanos y publicista en la Oficina de Manejo de Emergencias de la Oficina Ejecutiva del Presidente de los Estados Unidos. Entre 1945 y 1961 fue corresponsal de Associated Press, uniéndose luego a ABC News.
Como corresponsal de ABC, se convirtió en un intermediario durante la crisis de los misiles en Cuba y posteriormente en parte de la presidencia de Richard Nixon. Ganó fama después de que se conociera en 1964 que en octubre de 1962, un año después de unirse a ABC News, había transmitido un mensaje crítico del coronel de la KGB Aleksandr Fomin (alias de Aleksandr Feklisov) a los funcionarios de los Estados Unidos.
Fue contactado por el funcionario de la embajada soviética (y el jefe de la estación de la KGB), Fomin, acerca de una propuesta de solución a la crisis, y posteriormente actuó como contacto entre Fomin y el Comité Ejecutivo. Sin embargo, fue sin la dirección del gobierno que Scali respondió a las nuevas condiciones soviéticas con una advertencia de que la invasión de los Estados Unidos estaba a solo unas horas de distancia, lo que llevó a los soviéticos a resolver la crisis rápidamente.
Dejó ABC en 1971 para servir como consejero de asuntos exteriores del presidente Nixon, convirtiéndose en embajador de los Estados Unidos ante las Naciones Unidas en 1973. Como consejero, asesoró sobre la política de comunicaciones relacionadas con asuntos exteriores y acompañó a Nixon en sus viajes a la República Popular China y la Unión Soviética. Fue presidente del Consejo de Seguridad de las Naciones Unidas durante los meses de agosto de 1973 y noviembre de 1974.
Regresó a ABC en 1975, donde trabajó hasta que se jubiló en 1993. Falleció en Washington D. C. en 1995.